# Abri du Zeiterholz
L'abri du Zeiterholz est une fortification faisant partie de la ligne Maginot, située sur la commune d'Entrange dans le département de la Moselle. Cet abri faisait partie du secteur fortifié de Thionville.

## Description
Il s'agit d'un abri CORF (du nom de la Commission d'organisation des régions fortifiées), du type abri de surface (l'autre modèle étant l'abri-caverne), construit en 1934 sur deux niveaux. Son indicatif téléphonique était X 6. Sa défense était assurée par deux cloches GFM, des créneaux FM de façade et des goulottes lance-grenades pour la défense du fossé.
L'abri est situé dans le bois de Zeiterholz sur le territoire de la commune d'Entrange en Moselle. Il est visitable et abrite un petit musée de la ligne Maginot.